# تپه آجی تیکانلو ۱
تپه آجی تیکانلو ۱ مربوط به دوره ساسانیان است و در شهرستان میانه، بخش مرکزی، دهستان کله بوز شرقی، ۲ کیلومتری غرب روستای کنگاور واقع شده و این اثر در تاریخ ۱۵ اسفند ۱۳۸۵ با شمارهٔ ثبت ۱۷۹۱۵ به‌عنوان یکی از آثار ملی ایران به ثبت رسیده است.